# ТЕС Панчево
ТЕС Панчево – теплова електростанція, яка зводиться неподалік від сербської столиці Белграду. 
Для станції обрали технологію комбінованого парогазового цикла. Вона матиме один блок потужністю 200 МВт, у якому дві газові турбіни живитимуть через відповідну кількість котлів-утилізаторів одну парову турбіну. 
Газові турбіни та їх генератори, виготовлені італійською компанією Ansaldo, влітку 2019-го доправили по морю до румунського порту Констанца, після чого перевезли по Дунаю у річковий порт Панчево. Наприкінці того ж року таким саме чином доставили котли-утилізатори та парову турбіну, виготовлені китайською компанією Shanghai Electric Group.
Введення станції у експлуатацію очікується в 2021 році.
Окрім виробництва електроенергії ТЕС продукуватиме тепло, великі обсяги якого потребує місцевий НПЗ.
Хоча Сербія вже кілька десятиліть як мала доступ до великого ресурсу природного газу (імпорт якого почався з 1979-го через газопровід Хоргош – Батайніца), проте ТЕС Панчево стане першою в країні, розрахованою на споживання блакитного палива.
Проект станції спільно реалізували російський «Газпром» та сербська група NIS, яка володіє нафтопереробними заводами країни (при цьому контрольний пакет акцій NIS також знаходиться у «Газпрому»).